# Juan de Grijalva

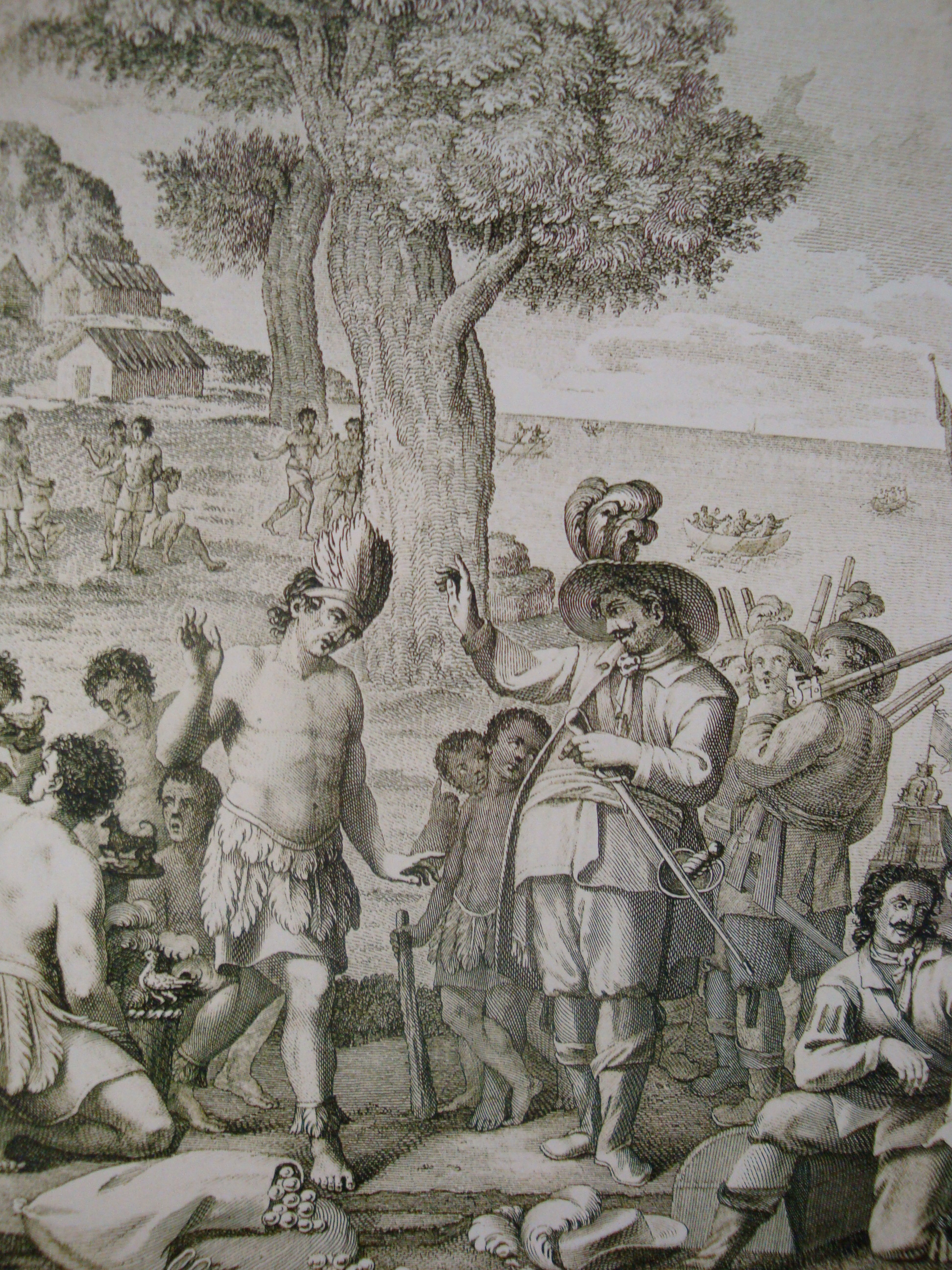
Entrevista entre Grijalva i el cacic maia Tabscoob a Potonchán.

Juan de Grijalva (Cuéllar, Castella, 1490 - Olancho, Hondures, 1527) fou un descobridor i conquistador castellà que participà en l'exploració i conquesta de Cuba, junt amb l'adelantado Diego Velázquez de Cuéllar (1511), de qui fou capità. També participà en l'exploració de les costes mexicanes en la que destacà l'exploració de Yucatán i Tabasco (1518); en l'exploració de Francisco de Garay al golf de Mèxic (1523) i en la conquesta d'Hondures amb Pedrarias Dávila (1527), en la que morí.

## Biografia
Sent molt jove, acompanyà a Pánfilo de Narváez a l'illa de l'Hispaniola, des d'on partí el 1511 amb l'expedició de Diego Velázquez de Cuéllar a Cuba, participant en la conquesta i exploració de l'illa.
El gener de 1518 Velázquez de Cuéllar, ja per aquell temps governador de Cuba, entusiasmat per la notícia del descobriment de noves terres (Yucatán) durant la desgraciada expedició de Francisco Hernández de Córdoba de 1517, organitzà una nova expedició integrada per quatre vaixells i dos-cents quaranta homes, encapçalada per Juan de Grijalva.

### Expedició per la costa mexicana

#### Exploració de la península de Yucatán

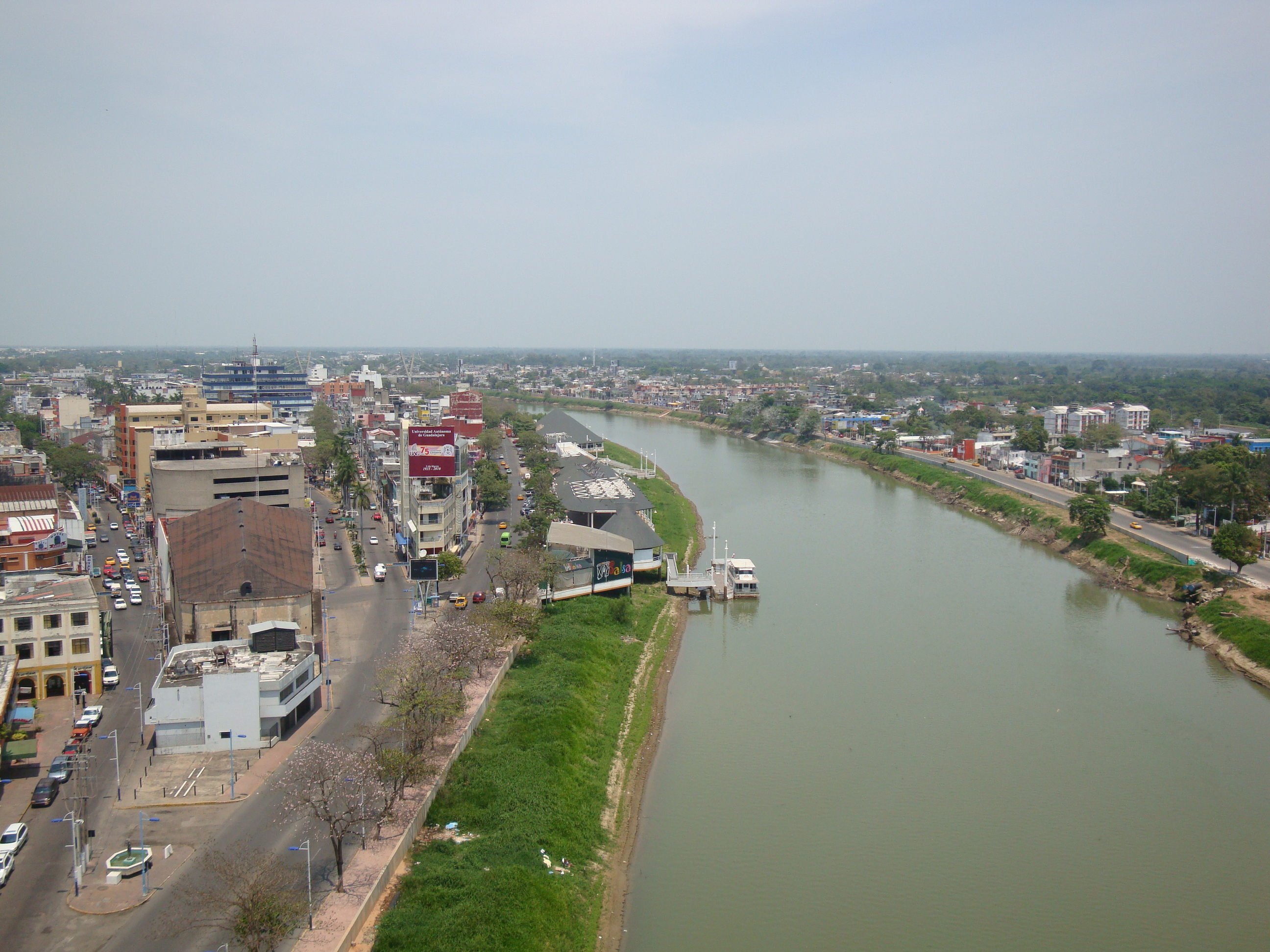
El riu Grijalva al seu pas per Villahermosa, Mèxic.

Els expedicionaris van sortir de Matanzas (Cuba) el 8 d'abril de 1518 i descobriren les costes de l'illa de Cozumel el 3 de maig, a la qual anomenaren Santa Cruz de Puerta Latina. El pilot de l'esquadra, Antón de Alaminos, pensà que estava navegant entre dues illes i nomenà la península de Yucatán com a Isla Rica.
Exploraren tot el litoral nord de la península i part de les costes del golf de Mèxic. En un dels desembarcaments, Grijalva i els seus companys s'enfrontaren en un violent combat amb els natius de Chakán Putum (Champotón), en el mateix indret on havia estat vençuda l'expedició d'Hernández de Córdoba un any abans.

#### Descobriment de Tabasco
En el recorregut efectuat descobriren, el 8 de juny de 1518, el que posteriorment seria la província de Tabasco i el riu que actualment porta el seu nom i que passa pel mig de Villahermosa. Grijalva decidí entrar en ell, desembarcant a la ciutat maia de Potonchán capital del senyoriu de Tabscoob, cacic al que saludà i regalà el seu gipó.
Després de descansar uns dies per abastir-se de provisions van seguir l'expedició cap al nord, tot descobrint el riu de Dos Bocas, la població d'Ayagualulco, el riu Tonalá al que batejaren com el Santo Antón, i finalment acabaren a Veracruz. Grijalva anomenà a la llengua de terra que obre la badia com a San Juan de Ulúa, per haver-hi arribat el dia de sant Joan de 1518. Des d'aquí seguí navegant cap al riu Pánuco, a l'actual estat de Tamaulipas, prop de l'actual frontera entre Mèxic i els Estats Units.
Enfrontat Grijalva a Pedro de Alvarado, un dels seus lloctinents, per haver-se separat de l'expedició, l'envià de tornada a Cuba, mentre ell continuava el seu viatge.

#### Imperi Asteca
Durant el viatge d'exploració per les costes mexicanes del golf de Mèxic, a Tabasco, tingueren notícies de l'existència de l'imperi Asteca, governat per Moctezuma II. Els natius Maia-Chontals informaren a Grijalva que "cap on es pon el sol, a "Culúa" i "México" existeix un imperi molt poderós i ric en or", però en dur més de cinc mesos de viatge i tenir poques provisions Grijalva decidí tornar a Cuba.

#### Destitució
De tornada a Cuba Grijalva fou recriminat i destituït per Diego Velázquez de Cuéllar per no haver establert cap mena de colònia a les terres visitades, cosa que obligà Grijalva a posar-se a les ordres de Pedro Arias Dávila, que llavors tot just començava les exploracions de Centreamèrica.

### L'expedició de Garay al golf de Mèxic
El 1523 acompanyà Francisco de Garay en un viatge d'exploració al golf de Mèxic i la península de Florida. L'expedició havia de reunir-se amb una guarnició prèviament establerta per Diego de Camargo prop del riu Pánuco. Amb tot, la guarnició havia estat atacada pels huastecs i els expedicionaris s'havien reunit amb les forces d'Hernán Cortés a Villa Rica de la Vera Cruz. Garay deixà a son fill al comandament de l'expedició, mentre es reunia amb Cortés a Ciutat de Mèxic. Garay aconseguí un acord amb Cortés el Nadal de 1523, però morí sobtadament de pneumònia.
Mentre això passava a Vera Cruz, Grijalva i altres capitans s'amotinaren contra el fill de Garay, alhora que fustigaren els indígenes provocant la seva sublevació. Cortés envià a Gonzalo de Sandoval per controlar la situació, sent traslladats els amotinats a Cuba.

### Mort en la conquesta d'Hondures
Juan de Grijalva s'uní posteriorment a Pedrarias Dávila i viatjà a Hondures i Nicaragua. Morí a mans dels indígenes a Olancho, Hondures, el 1527.
El 1604 el virrei Juan de Mendoza y Luna Marqués de Montesclaros, autoritzà la proposta de les autoritats colonials de la Província de Tabasco perquè la vila de Villahermosa de San Juan Bautista canviés el nom pel de San Juan de Villahermosa en honor de Juan de Grijalva, descobridor de Tabasco.